# Noir Désir
Noir Désir est un groupe de rock français, originaire de Bordeaux, en Gironde. Formé dans les années 1980, et dissous en 2010, il se compose de Bertrand Cantat (chant, guitare et harmonica), Denis Barthe (batterie), Serge Teyssot-Gay (guitare) et Frédéric Vidalenc (basse) remplacé par Jean-Paul Roy à partir de 1996.
Le groupe est découvert en 1986 par Theo Hakola qui les fait signer chez Barclay et produit leur premier album Où veux-tu qu'je r'garde ? l'année suivante. En 1989, leur second album Veuillez rendre l'âme (à qui elle appartient) marque un tournant décisif dans leur carrière grâce au succès de la chanson Aux sombres héros de l'amer. Cependant, cette notoriété soudaine ne correspond pas à l'identité du groupe, qui traverse une période de doute avec la sortie de l'album Du ciment sous les plaines en 1991.
Après une courte pause, le groupe adopte une nouvelle méthode de travail en studio pour l'album Tostaky, sorti en 1992. L'album connaît un important succès critique et populaire dans lequel le groupe se reconnait pleinement. Ils deviennent alors une figure incontournable de la scène rock française. Les albums suivants 666.667 Club (1996) et Des visages des figures (2001), portés par les titres emblématiques L'Homme pressé et Le vent nous portera, qui est le titre le mieux classé du groupe, assoient leur statut de groupe majeur dans le paysage musical français.
Mais en 2003, Bertrand Cantat est incarcéré pour le meurtre de sa compagne, l'actrice Marie Trintignant, forçant le groupe à ne plus publier d'albums originaux et à ne plus se produire en concert. Après la libération de Cantat en 2007, le groupe a tenté de se reformer, mais des différends internes ont conduit à sa dissolution en 2010.
Souvent cité comme l'un des meilleurs groupes de rock français, Noir Désir a connu un succès critique et populaire. Le groupe a marqué la scène rock française, avec des albums certifiés double platine et or, et recevant plusieurs récompenses du milieu artistique. Leur musique, influencée par des genres variés tels que le punk rock, le post-punk, a eu un impact significatif sur de nombreux musiciens français. Mais leur héritage est devenu sujet à controverse depuis la décennie 2020, en raison des polémiques entourant les actes du chanteur, et la diffusion de leurs chansons est désormais très limitée.

## Historique

### Premières années et lente ascension

#### Débuts (1980–1986)
En 1980, Bertrand Cantat et Serge Teyssot-Gay se rencontrent au lycée privé catholique de Saint-Genès à Bordeaux, où ils sont élèves dans la même classe de seconde. Passionnés de rock et de football, ils se lient d'amitié et décident de former un groupe. Denis Barthe, élève dans le même établissement, les rejoint en octobre de la même année en prétendant, pour intégrer le groupe, savoir jouer de la batterie, instrument dont il apprend à jouer en réalité sur le tas,. La formation, d'abord appelée « Psychoz », puis « 6.35 »,, est complétée par le bassiste Vincent Leriche et joue ses premiers concerts dans des bars bordelais. Elle se produit notamment à la Fête de l'Humanité à Bordeaux, fait la première partie de Strychnine, le groupe phare de la ville à ce moment et remporte en 1981 le concours Rockotone.
En 1982, le nom « Noirs Désirs » est adopté mais Vincent Leriche et Serge Teyssot-Gay quittent le groupe. Ce dernier, seul membre qui possède une véritable formation musicale, regrette les cadences de répétition trop peu soutenues et rejoint le groupe BAM (Boîte A Musique),. Le bassiste Frédéric Vidalenc, membre de Dernier Métro, et le guitariste Luc Robène intègrent la formation Noirs Désirs qui répète dans le garage des parents de Denis Barthe et multiplie les concerts, jouant parfois devant cinq à six cents spectateurs.
À la fin de l'année 1983, Bertrand Cantat quitte soudainement le groupe mais il revient six mois plus tard après avoir été remplacé provisoirement au chant et à l'écriture par Emmanuel Ory-Weil, qui devient le manager officiel du groupe, en compagnie de Didier Estèbe. À l'été 1985, à la suite de désaccords musicaux, Luc Robène rejoint le projet musical de Christian Lissarrague (ancien chanteur de Strychnine), et Serge Teyssot-Gay réintègre finalement Noirs Désirs,. La formation est stabilisée.

#### Signature chez Barclay et premier album (1986-1987)
Les prestations scéniques du groupe renforcent sa réputation qui parvient alors à dépasser le cadre local. Noirs Désirs envoie ses démos à plusieurs producteurs et c'est Theo Hakola, le chanteur d'Orchestre rouge et Passion Fodder qui les découvre en 1986 sur la scène du Jimmy à Bordeaux et les présente au directeur artistique de Barclay, sa maison de disques. Un contrat d'un an renouvelable est signé à la suite d'un concert au Chat Bleu. Les membres de Noirs Désirs sont critiqués par certains de leurs homologues bordelais qui contestent leur décision de rejoindre la plus grande compagnie de l'industrie du disque au détriment des labels alternatifs ou de l'autoproduction.
Le groupe enregistre en trois semaines son premier album, Où veux-tu qu'je r'garde ?, au studio ICP de Bruxelles. Plus un EP qu'un véritable album, le disque produit par Theo Hakola comporte six titres et sort en février 1987,. À cette occasion, le groupe adopte son appellation définitive au singulier, « Noir Désir », conformément au souhait de sa maison de disques. Une cinquantaine de dates de concerts sont programmées, le groupe se produit notamment sur la scène du Splendid, à l'invitation de Jacques Higelin. Porté par le titre Toujours être ailleurs, cinq mille exemplaires du disque sont vendus et Noir Désir obtient un contrat pour trois nouveaux albums chez Barclay. Malgré ce succès relatif, les membres du groupe continuent de travailler pour assurer leur quotidien, par exemple en tant que roadies sur la tournée de Peter Gabriel.

#### Entre succès et période de doutes (1988–1991)
À la fin de l'année 1988, Noir Désir entre au studio ICP de Bruxelles pour enregistrer son deuxième album, Veuillez rendre l'âme (à qui elle appartient), sous la direction du producteur britannique Ian Broudie. L'écriture de l'album est laborieuse : à moins de deux semaines de l'entrée en studio, Bertrand Cantat n'a toujours pas achevé l'écriture des textes et le groupe hésite à intégrer certains titres, comme Aux sombres héros de l'amer, joué plusieurs fois en public sans pour autant convaincre les quatre membres. C'est pourtant ce titre mis en avant par Ian Broudie pour promouvoir l'album et programmé par les plus grandes radios nationales qui offre au groupe la reconnaissance du grand public. Dès août 1989, le single, véritable succès radiophonique, populaire et commercial, fait son entrée dans le Top 50. Bien que ce succès attire un nouveau public, le groupe qui prône un rock authentique éprouve des difficultés à concilier son besoin d'indépendance artistique avec sa nouvelle notoriété commerciale, craignant de sombrer dans la variété tout en acceptant son ascension. Cette notoriété inquiète les membres du groupe, le morceau n'étant, selon eux, pas caractéristique de l'album et surtout incompris, les gens prenant « pour une chanson de marins ce qui était en fait une parabole au sujet de l'itinéraire dans la vie, de n'importe quel être humain qui traverse la vie bizarrement ». Noir Désir se passe volontairement de publicité télévisuelle : malgré la pression de sa maison de disques, le groupe refuse de participer à plusieurs émissions de variétés, à l'image de Sacrée Soirée, présentée par Jean-Pierre Foucault. Les ventes de l'album s'emballent et la tournée qui s'ensuit est un véritable succès. Noir Désir joue devant des salles combles et devient même le premier groupe français à se produire en URSS, en assurant les premières parties des concerts de Kino, le groupe phare local. Après un passage en Tchécoslovaquie et au Canada, la tournée s'achève en novembre 1989 par trois concerts à L'Olympia,. L'album, dont les ventes atteignent 150 000 exemplaires deux ans après sa sortie, est certifié disque d'or et reçoit le Bus d'Acier 1989, qui récompense le meilleur groupe de rock français.
Noir Désir veut faire de son troisième album, Du ciment sous les plaines, le contre-pied du précédent. Le groupe s'inspire de Fugazi et adopte un son résolument rock, tout en affirmant dans ses textes son opposition au système commercial de l'industrie du disque. Co-produit par Phil Delire, ingénieur du son d'ICP Studio qu'ils ont rencontré lors de leurs deux précédents enregistrements, et Olivier Genty, un ami bordelais, l'album sort au début de l'année 1991 et contribue, selon le journaliste et écrivain Marc Besse, au renouveau du rock français : « Du rock qui dégomme, sans fioriture, droit, intègre, implacable, passant au massacre de l'électricité ce qui menaçait de tourner en marmelade rock à tendance variété. ». Pour autant, de l'aveu même des membres du groupe, cet album n'est pas une réussite, ainsi que le confirme le guitariste Serge Teyssot-Gay : « La coproduction n'a pas très bien fonctionné. Je crois que ça tenait en partie aux chansons, dont nous n'étions pas très contents, mais aussi à l'ambiance en studio et à la production. On cherchait notre second souffle. » L'album est toutefois certifié disque d'or, mais les ventes n'atteignent que 120 000 exemplaires, soit 30 000 de moins que le précédent.
La tournée éprouvante qui emmène le groupe au Japon et se termine par douze dates consécutives à l'Élysée Montmartre crée un profond malaise au sein du groupe. Les musiciens de Noir Désir se livrent à plusieurs excès et jouent sans retenue sur scène, parfois jusqu'à l'épuisement. Lors d'un concert interrompu à Besançon, Bertrand Cantat est victime d'une syncope. Au lendemain du dernier concert de la tournée, les premières dissensions apparaissent. Les deux représentants du groupe, Didier Estèbe et Emmanuel Ory-Weil, quittent l'aventure, tandis que chaque musicien s'isole de son côté. Bertrand Cantat part au Mexique pour soigner sa voix, Serge Teyssot-Gay s'installe en montagne, Frédéric Vidalenc prend la mer sur son voilier et Denis Barthe joue avec d'autres formations musicales bordelaises comme Edgar de l'Est,.

### Apogée et domination du rock français

#### Succès deTostakyet tournée triomphale (1992-1995)
Après quelques mois de séparation, les quatre membres du groupe se retrouvent sous l'impulsion de Denis Barthe et prennent contact avec Ted Niceley, producteur du groupe Fugazi dont Noir Désir s'inspire pour ses créations. Sous sa direction, le quatrième album du groupe, Tostaky, est enregistré en septembre 1992 à Reading, en Angleterre. Ted Niceley incite les musiciens à changer leur méthode de travail en enregistrant ensemble titre par titre et non chacun à tour de rôle afin de se rapprocher des conditions live,. Gilles Verlant et Thomas Caussé, auteurs de La Discothèque parfaite de l'odyssée du rock, considèrent Tostaky comme un « moment essentiel dans l'histoire du rock français des années 1990 ». Dans un contexte musical marqué par le rock alternatif, le succès est considérable : 350 000 exemplaires de l'album sont vendus et sa chanson-titre Tostaky (le continent) apparaît dans le Top 50 pendant plusieurs semaines, de même que dans les hit-parades européens. L'engouement populaire se confirme lors de la tournée au cours de laquelle les concerts affichent complet plusieurs semaines avant la date. Le groupe choisit volontairement de se produire dans des salles limitées, autour des 2 000 places, et se produit également dans plusieurs pays d'Europe. Pour autant, la critique n'est pas unanime et Noir Désir reçoit un accueil très dur de la part de deux journalistes musicaux influents, Arnaud Viviant des Inrocks et Laurent Rigoulet de Libération, qui qualifie notamment Bertrand Cantat de « Jim Morrison de Gironde, meneur d'un groupe entre Trust, Johnny Hallyday et Les Thugs ». Le chanteur réagit sur scène, en comparant le journal à un « torchon », devant un public acquis à sa cause en préambule d'un concert à L'Olympia, avant de regretter son geste. En 1993, le groupe enregistre une chanson inédite chez eux, Back to You, qui sera utilisée ultérieurement pour le single L'homme pressé en 1996.
Un album live, Dies irae, est enregistré pendant la tournée et mixé par Ted Niceley. Il sort en 1994, en même temps qu'une VHS intitulée Noir Désir et qui regroupe des extraits de leurs concerts à Lyon et Paris, filmés par Henri-Jean Debon. Dies Irae s'écoule à 200 000 exemplaires et s'installe en tête des ventes pendant une semaine, confirmant l'immense succès populaire du groupe. À la suite de cette longue tournée, les quatre musiciens sont touchés psychologiquement et physiquement. Bertrand Cantat, qui subit régulièrement des injections pour soigner sa voix, éprouvée par les nombreux hurlements qu'il pousse sur la majeure partie des chansons, doit se faire opérer une première fois pour retirer des polypes aux cordes vocales. En plus de la chirurgie, les médecins lui conseillent de faire évoluer sa manière de chanter pour protéger son organisme. Un professeur de chant l'accompagne dans sa rééducation vocale qui se double d'une interdiction de chant d'une année.
Pendant cette période d'interruption forcée, Serge Teyssot-Gay sort son premier album solo, Silence Radio, tandis que Bertrand Cantat et Frédéric Vidalenc travaillent à la production de No Reprise du groupe américain A Subtle Plague qui avait assuré certaines de leurs premières parties. Bertrand Cantat reçoit également une proposition du réalisateur Mehdi Charef pour tenir le rôle principal dans une adaptation cinématographique de L'Étranger d'Albert Camus, qu'il refuse. Les tensions apparues lors de la dernière tournée ont des conséquences sur la vie de Noir Désir. Frédéric Vidalenc quitte le groupe en évoquant des différends artistiques avec Bertrand Cantat, mais il laisse néanmoins une composition, Septembre, en attendant. Le manager du groupe, Jean-Marc Gouaux, quitte lui aussi l'aventure.

#### Maturité et nouvelles expériences (1996–1999)
L'expérience en solo de Serge Teyssot-Gay l'amène à modifier son approche de la guitare dans Noir Désir et le convainc que le groupe a besoin d'idées neuves pour faire évoluer son style : « Il faut trouver des nouvelles bases de jeu. Le recours systématique à la rage et au volume sonore ne mènerait à rien. Le trip violent, on l'a vécu à fond. Maintenant, il faut passer à autre chose. » À la basse, Jean-Paul Roy, préparateur des guitares du groupe sur les tournées, propose ses services pour remplacer Frédéric Vidalenc. Après plusieurs répétitions, il est adopté par les membres du groupe.
À l'été 1996, Noir Désir enregistre en deux mois son cinquième album, 666.667 Club, au studio du Manoir à Léon. Comme pour le précédent, Ted Niceley est à la production. Sans renier le rock sans concession qui a fait son succès, le groupe entame sa mutation et élargit son horizon musical. Le saxophoniste Akosh Szelevényi et le violoniste Félix Lajkó sont invités à jouer sur plusieurs morceaux, dont celui d'ouverture, entièrement instrumental, tandis que la dernière piste de l'album, Song for JLP, sonne comme une épitaphe en hommage au chanteur Jeffrey Lee Pierce du Gun Club, décédé quelques semaines plus tôt. La voix de Bertrand Cantat, après son opération, apparaît plus posée, dans un registre plus bas. L'album mélange des chansons enlevées mais aussi des titres plus calmes, sur des textes où ressortent davantage les préoccupations politiques et de société, comme la montée de l'extrême droite, la mondialisation et le cynisme du système capitaliste, l'arrivisme et la quête absolue de l'argent et du pouvoir,.
Le succès est immédiat, les ventes d'albums explosent avec plus d'un million d'exemplaires vendus en quelques mois. Certifié double disque de platine, 666.667 Club s'installe en tête des ventes en France pendant une semaine et reste présent dans le classement pendant 90 semaines consécutives. La Fédération internationale de l'industrie phonographique (IFPI) lui décerne également un disque de platine pour ses ventes d'albums en Europe. La promotion du disque est pourtant minimale : les membres du groupe accordent leur priorité aux magazines et à la presse, refusant toute participation télévisuelle, à l'exception de l'émission culturelle Le Cercle de minuit, sur France 2, lors de laquelle ils acceptent de jouer un titre. Noir Désir est récompensé lors des Victoires de la musique 1998 en tant que groupe de l'année, mais également pour L'Homme pressé qui reçoit le titre de chanson de l'année.
Afin de ménager la voix de son chanteur et pour éviter l'usure psychologique que le groupe a connue à la fin du Tostaky Tour, Noir Désir réduit le nombre de concerts de sa tournée, qui demeure toutefois une réussite. Parallèlement, le groupe s'engage publiquement contre le Front national en participant à des concerts à Toulon au printemps 1997 et à Vitrolles à l'automne suivant. Noir Désir, par la voix de Bertrand Cantat, multiplie les engagements humanitaires et associatifs, conciliant ainsi la vie artistique et l'engagement citoyen. Ainsi, le groupe assume mieux sa renommée qui lui permet de défendre en même temps des causes militantes sans l'éloigner de son public.
À l'issue de la tournée, les membres de Noir Désir s'accordent une pause et participent, chacun de leur côté, à différents projets musicaux. Ils reçoivent également une cassette d'un artiste originaire de Belgrade, Andrej, qui a remixé l'un de leurs titres, Septembre, en attendant, dans une version mêlant musique electro et trip hop. Séduit, le groupe décide de mandater sa maison de disques pour lancer un concours de remix de leurs chansons. Un an plus tard, treize titres sont finalement sélectionnés par les membres du groupe parmi la centaine de propositions qui leur sont envoyées de manière anonyme, par souci d'équité, donnant ainsi naissance à l'album One Trip/One Noise, qui sort en novembre 1998. Entretemps, Bertrand Cantat et Serge Tessot-Gay participent à l'élaboration du premier album de leur ingénieur du son italien, Giorgio Canali (qui avait enregistré et mixé en 1993 leur chanson Back to You), intitulé Che fine ha fatto Lazlotòz, qui sort la même année. Dans le même temps, la compilation On est au monde, qui regroupe certains clips, des spots publicitaires promotionnels ainsi qu'un mini-documentaire réalisé par Henri-Jean Debon pendant le voyage du groupe en Russie, sort en VHS. Noir Désir signe également une reprise de la chanson Ces gens-là, de Jacques Brel, qui figure sur l'album collectif en hommage au chanteur belge, Aux suivant(s). Le groupe participe également à l'album Liberté de Circulation, produit en soutien au Groupe d'information et de soutien des immigrés (GISTI), en reprenant le titre Working Class Hero de John Lennon, tandis que Bertrand Cantat prête sa voix, comme d'autres artistes, à la reprise de Les P'tits Papiers, de Régine.

#### Dernier album studio et dernière tournée (2001-2002)
Noir Désir change de direction et modifie son approche pour son sixième album studio, Des Visages, Des Figures, qui sort en septembre 2001. Le groupe choisit de n'effectuer que de courtes sessions de travail et à chaque fois dans différents lieux. Les quatre membres se réunissent par exemple à Marrakech, Paris ou encore New York, mais toujours loin de Bordeaux et du Sud-Ouest pour sortir de leurs habitudes, comme l'explique le guitariste Serge Teyssot-Gay : « Musicalement, il y avait l'envie commune de réapprendre nos instruments, d'en faire sortir une autre émotion et d'en apprendre d'autres. [...] Multiplier les lieux, les conditions de jeux, d'écriture, c'est aussi multiplier les sentiments et les expressions. Donc, chaque séance se déroule dans un endroit différent de la précédente. Il faut qu'il y ait du plaisir dans chacune de nos rencontres de travail. » Lors de cette période de composition, qui s'étale sur près de deux ans, les membres du groupe poursuivent leurs collaborations avec d'autres artistes, comme Alain Bashung, Brigitte Fontaine et Les Têtes Raides, tout en développant des projets personnels. Serge Teyssot-Gay produit ainsi son deuxième album solo, On croit qu'on en est sorti.
L'écriture de l'album Des visages des figures se termine autour de douze titres plutôt variés dans leur style et dans leur forme. L'inspiration rock électrique, moins présente, se manifeste encore sur Son style 1 ou Lost mais plusieurs morceaux adoptent un rythme plus lent, comme L'appartement. Comme lors du précédent album, le groupe fait appel à plusieurs artistes : Manu Chao participe à la guitare sur le titre phare de l'album Le vent nous portera, Romain Humeau du groupe Eiffel signe l'arrangement des cordes sur Des visages des figures, tandis que Brigitte Fontaine contribue au texte et au chant du dernier titre, L'Europe. Ce morceau, atypique tant par sa forme que par sa durée (plus de 23 minutes), est inspiré du surréalisme et de l'Oulipo ; il critique vivement la mondialisation et l'Union européenne. Le producteur Nick Sansano, qui mixe plusieurs titres lors du séjour du groupe au studio Water Music à Hoboken, joue lui-même aux claviers sur Bouquet de nerfs. L'album comporte également la chanson Des armes, un poème de Léo Ferré que Noir Désir met en musique.
Plusieurs titres sont expérimentés sur scène avant la sortie de l'album, à l'occasion de concerts donnés pendant l'été 2001, notamment au festival des Vieilles Charrues à Carhaix-Plouguer. Dès sa sortie, Des visages des figures rencontre un succès considérable, à l'image du single Le vent nous portera, joué en boucle à la radio. En trois mois, un million d'exemplaires de l'album sont écoulés et le groupe est consacré aux Victoires de la musique 2002 en remportant la Victoire de l'album rock et celle du meilleur clip. Alors qu'en 1998, pour leurs premières récompenses, aucun membre du groupe ne s'était déplacé, les quatre musiciens montent cette fois sur la scène du Zénith de Paris pour recevoir leur prix. À cette occasion, Bertrand Cantat s'adresse directement à Jean-Marie Messier, PDG de Vivendi Universal et de fait propriétaire de la maison de disques qui produit le groupe, en lisant une déclaration sous forme de lettre. Dans cette diatribe, il fustige l'industrie du disque qu'il accuse d'utiliser les artistes les plus renommés pour capitaliser sur sa valeur boursière plutôt que d'investir dans le développement de nouveaux artistes.
La tournée qui suit la sortie de l'album peine à démarrer. Plusieurs expériences sur scène leur ont montré qu'il est difficile d'intégrer dans une même logique de concert les titres plus anciens avec ceux de Des visages des figures. Alors que le groupe s'interroge sur l'utilité d'une tournée, il est accueilli en résidence pendant huit semaines à La Nef d'Angoulême et intègre un cinquième musicien, Christophe Perruchi. Ce musicien électro, multi-instrumentiste, accompagne le groupe aux claviers et lui permet de sortir du schéma traditionnel guitare-basse-batterie. Après une ouverture au Canada, la tournée se poursuit dans plusieurs pays européens mais aussi en Syrie, au Yémen, au Liban et en Turquie, avant de s'achever en France. Le 30 avril, alors que Jean-Marie Le Pen, candidat du Front national, vient d'accéder au deuxième tour de l'élection présidentielle, Noir Désir répond à l'invitation de Yann Tiersen et participe à un concert de mobilisation de la gauche, en compagnie de Têtes Raides et de Dominique A, sur la place des Terreaux à Lyon,. Au mois de juillet 2002, le groupe se produit dans le cloître du couvent des Ursulines de Montpellier pour une œuvre unique et expérimentale de 55 minutes, Nous n'avons fait que fuir, une mise en musique d'un long poème de Bertrand Cantat, composé à la demande de Bernard Comment pour France Culture. La prestation, enregistrée en direct, est publiée sous la forme d'un disque et du texte intégral du poème aux éditions Verticales en 2004,.
En 2003, Noir Désir travaille à la production d'un disque live à partir de l'enregistrement des 56 concerts du groupe, puis réalise la bande originale du film documentaire Mada, debout, de terre et d'eau, de Paul Bloas.

### Meurtre de Marie Trintignant et fin du groupe

#### Meurtre de Marie Trintignant et incarcération de Bertrand Cantat (2003-2007)
Dans la nuit du 26 au 27 juillet 2003, Bertrand Cantat frappe sa compagne Marie Trintignant à la suite d'une dispute dans leur chambre d'hôtel de Vilnius, en Lituanie. Il est placé en garde à vue le lendemain puis incarcéré, tandis que Marie Trintignant, rapatriée en France, meurt le 1er août à la suite de ses blessures. Bertrand Cantat est jugé le 29 mars 2004 puis condamné à huit ans de prison ferme par le tribunal de Vilnius pour « meurtre commis en cas d'intention indirecte indéterminée ». Il est transféré à la prison de Muret à la fin du mois de septembre suivant.
Pendant ce temps, les membres du groupe mettent la dernière main à leur projet live, publié en septembre 2005 sous la forme d'un double CD, Noir Désir en public, et d'un double DVD, Noir Désir en images. Ce dernier, réalisé par Don Kent, est récompensé aux Victoires de la musique l'année suivante, tandis que le CD atteint la première place des ventes. Considérant qu'il n'y aurait aucun sens à faire vivre Noir Désir à trois, Denis Barthe, Jean-Paul Roy et Serge Teyssot-Gay poursuivent leurs projets personnels et multiplient les collaborations. Ce dernier fonde notamment le groupe Interzone avec le joueur d'oud syrien Khaled Aljaramani puis le groupe Zone libre avec Cyril Bilbeaud et Marc Sens. En 2006, le festival des Rendez-vous de Terres Neuves est créé à Bègles à l'initiative de Denis Barthe et Jean-Paul Roy par le biais de ND Musique, la société qui gère les intérêts de Noir Désir, et de l'association Les Sangliers sont lâchés. À cette occasion, ils remontent sur scène avec leur nouveau groupe, The Hyènes, complété par Olivier Mathios et Vincent Bosler et qui signe notamment la bande originale du film Enfermés dehors d'Albert Dupontel, sur laquelle figurent plusieurs titres de Noir Désir.

#### Retour dans la discrétion (2008-2010)
En octobre 2007, la demande de libération conditionnelle déposée trois mois plus tôt par Bertrand Cantat lui est accordée. Au mois de mai suivant, Serge Teyssot-Gay évoque le retour de Noir Désir en déclarant dans une interview que le groupe « projette d'enregistrer un album durant l'hiver prochain ». Les quatre musiciens se réunissent pour des séances de travail et de composition dans le studio de Denis Barthe, sans qu'aucune date d'enregistrement ne soit prévue. Au mois de juin, Bertrand Cantat enregistre une reprise du Temps des cerises avec Serge Teyssot-Gay, ainsi qu'Estelle et Romain Humeau du groupe Eiffel, dans le studio de ces derniers. À la fin de l'été, les quatre membres de Noir Désir se retrouvent de nouveau dans ce studio pour enregistrer une chanson inédite au ton très politique, Gagnants / Perdants, la première composition du chanteur depuis sa libération. Ce texte témoigne de la volonté de Bertrand Cantat de réagir de manière urgente au contexte politique et social du moment, notamment la crise des subprimes. Le 12 novembre, les deux titres sont mis en ligne en téléchargement gratuit sur le site officiel du groupe, avec la mention « À part ça, Noir Désir est au travail ».
Les musiciens de Noir Désir multiplient les sessions de composition et d'enregistrement au studio du Manoir de Léon, mais si plusieurs musiques sont achevées, l'écriture des textes prend du retard, en raison notamment de l'interdiction faite à Bertrand Cantat d'utiliser le moindre mot faisant allusion à la mort de Marie Trintignant ou ses circonstances.
Le chanteur remonte sur scène le 2 octobre 2010, pour la première fois depuis huit ans, aux côtés du groupe Eiffel au festival Les Rendez-vous de Terres Neuves. Une dizaine de jours plus tard, Bertrand Cantat, Denis Barthe et Jean-Paul Roy se produisent avec une reprise de Tostaky en acoustique lors d'un concert de soutien au peuple chilien à Bordeaux. Absent les deux fois, Serge Teyssot-Gay rejoint toutefois le groupe pour l'enregistrement du titre Aucun express, une reprise d'Alain Bashung dans le cadre d'un album d'hommage au chanteur, décédé l'année précédente. Le morceau, « d'une grande richesse harmonique », est particulièrement remarqué par la critique à la sortie de l'album.

#### Séparation (2010)
Le 29 novembre 2010, Serge Teyssot-Gay annonce dans un communiqué de presse sa décision « de quitter le groupe » en raison de « désaccords émotionnels, humains et musicaux avec Bertrand Cantat, rajoutés au sentiment d'indécence qui caractérise la situation du groupe depuis plusieurs années »,. La nouvelle fait l'effet d'une surprise, le groupe étant sur le point de passer à l'enregistrement de son nouvel album. Dès le lendemain, le batteur Denis Barthe, s'exprimant également au nom des deux autres membres, annonce la fin de l'activité du groupe. Il indique « respecter la décision » de Serge Teyssot-Gay, mais explique n'être pas d'accord avec l'idée d'une « position indécente du groupe » évoquée par Serge, affirmant que Noir Désir a toujours gardé une position mesurée vis-à-vis du drame de Vilnius.
Le journaliste et écrivain Marc Besse rapporte des propos de Denis Barthe, tenus quelques mois plus tard en privé et qui expliquent que la séparation du groupe découle d'une dispute entre les membres de Noir Désir lors d'un dîner de travail à la Brasserie des Arts à Bordeaux, la veille de la déclaration de Serge Teyssot-Gay. Lors de ce dîner, Bertrand Cantat se serait soudain « comporté comme une ordure » en se positionnant comme une victime, en assurant qu'il n'était pour rien dans la mort de Marie Trintignant ni dans celle de sa femme Krisztina Rády (qui s'est suicidée en janvier 2010), et en accusant les autres musiciens d'avoir « besoin de sa notoriété ». C'est cet épisode qui aurait poussé le guitariste, excédé, à annoncer son départ,. Un membre du groupe s'exprimera quelques années plus tard sous couvert d'anonymat par voie de presse: « Je savais qu'il avait frappé la femme avec qui il était avant Kristina. Je savais qu'il avait tenté d'étrangler sa petite amie, en 1989. Mais, ce jour-là, nous avons tous décidé de mentir. Nous étions tous sous son emprise. Et nous pensions qu'il se soignerait ». Denis Barthe et Jean-Paul Roy publieront un démenti formel à cette déclaration qui les avait alors « clairement mis en cause ».
Fin novembre 2011, un an après la séparation du groupe, la compilation Soyons désinvoltes, n'ayons l'air de rien, dont le titre reprend le refrain d'une des chansons phares du groupe, Tostaky, est publiée en guise de conclusion à l'histoire de Noir Désir. L'album suivant du groupe, un live acoustique, Débranché, paraît en janvier 2020 en vinyle et 45 tours.

#### Après la séparation
Depuis la séparation de Noir Désir, Denis Barthe et Jean-Paul Roy continuent leur route ensemble au sein du groupe The Hyènes, tandis que Serge Teyssot-Gay joue dans de nombreux projets musicaux avec notamment l'oudiste syrien Khaled Aljamarani. Bertrand Cantat se lance dans divers projets avec le bassiste Pascal Humbert (du groupe 16 Horsepower), dont un projet théâtral sur le cycle des femmes aboutissant à l'album Chœurs (2011), et un nouveau groupe Détroit. Détroit est actif de 2013 à 2015 avec les publications de l'album studio Horizons en 2013, suivi de l'album live La Cigale en 2014. Bertrand Cantat collabore également avec l'écrivain Caryl Férey à travers deux projets mêlant littérature et musique : Condor Live en 2016 et Paz en 2020.
En 2017, Bertrand Cantat sort sous son nom l'album Amor fati qui se révèle être un échec commercial avec seulement 35 000 ventes. Cet album et la tournée qui suit font l'objet de nombreuses controverses obligeant le chanteur à se retirer de la scène l'année suivante.
En décembre 2020, sort le coffret Noir Désir Intégrale qui regroupe les albums studio et en concert du groupe, des reprises, des maquettes et démos inédites, ainsi que l'enregistrement d'un concert de 1991 à l'Élysée-Montmartre. Ce dernier paraît isolément en mars 2021 sous le titre Élysée-Montmartre.

## Style musical

### Musique et influences
À sa naissance dans les années 1980, Noir Désir puise ses influences dans le punk rock et le mouvement post-punk. Il s'inspire notamment du Gun Club et de son chanteur Jeffrey Lee Pierce, auquel Bertrand Cantat voue une profonde admiration, mais aussi de références plus anciennes, à l'image de formations comme The Doors et MC5. Le contexte dans lequel naît le groupe à Bordeaux est favorable. Bien qu'éloignée de Paris, la ville cultive son image rock et compte jusqu'à six cents groupes parmi lesquels Stalag, Stilettos, Strychnine, Gamine ou Camera Silens. L'effervescence et la profusion de groupes sur la scène bordelaise créent une certaine émulation et amène les différentes formations à un degré d'exigence élevé, comme le rapporte l'écrivain et critique Patrick Scarzello : « Il y avait à Bordeaux un son très anglais, classé garage-punk-sixties, qu'on ne trouvait nulle part ailleurs. Des groupes comme les Standards ont une aura indéniable et cela sans vivre à Paris ou à New York. [...] Les groupes jouaient tous sur des amplis Vox et vouaient un véritable culte à la guitare. Entre eux, ils se prêtaient le matériel, répétaient dans les mêmes caves et traînaient toujours dans les concerts une centaine de copains de bahut devant lesquels il leur fallait toujours faire leurs preuves. »
Les influences punk de Noir Désir se retrouvent dans les deux premiers albums du groupe bien que le second, Veuillez rendre l'âme (à qui elle appartient), contienne une couleur pop apportée par le producteur britannique Ian Broudie qui conduit les musiciens à une nouvelle maîtrise dans le toucher et la respiration, notamment sur le titre phare Aux sombres héros de l'amer. Le troisième album, Du ciment sous les plaines, est voulu plus radical et plus dur par le groupe, « dans la plume et dans le son ». Musicalement, Noir Désir s'inspire directement de Fugazi et groupes de post-hardcore américains. Ce troisième opus, plus agressif dans le son, constitue pour l'écrivain et journaliste Marc Besse « un rock solarisé à la canicule, dégraissé à la sécheresse du bruit blanc, qui n'aurait gardé de la pop que le refrain fédérateur, pour reprendre son souffle bouche grande ouverte, après des couplets de combats, distribués en uppercut et en crochets répétés. » L'influence de Fugazi se ressent également dans le quatrième album, Tostaky, sur lequel Noir Désir travaille avec Ted Niceley, le producteur du groupe américain. Ce dernier incite les quatre musiciens à jouer ensemble lors de l'enregistrement pour se rapprocher des conditions live et obtenir un son digne des meilleurs réalisations rock américaines. La violence sonore est toujours présente mais mieux maîtrisée selon le critique musical Pascal Bertin, qui considère cet album comme le plus abouti du groupe. Tostaky offre un « condensé de puissance, de maîtrise et d'inspiration », qu'incarne parfaitement le titre phare Tostaky (le continent) et son riff enlevé répété en boucle.
Le groupe élargit son horizon musical avec 666.667 Club, un album dans lequel il présente un rock plus apaisé sans renier ses influences originelles. Serge Teyssot-Gay, marqué par ses expériences lors de la réalisation de son premier album solo, apporte des textures plus chaleureuses à la guitare tandis que l'arrivée de Jean-Paul Roy à la basse apporte une rythmique plus précise. Noir Désir s'ouvre à de nouvelles sonorités en invitant le multi-instrumentiste Akosh Szelevényi et le violoniste Félix Lajkó. Au chant, Bertrand Cantat adopte un registre plus bas, moins exalté mais plus charismatique. Marc Besse résume ainsi l'évolution musicale du groupe : « Noir Désir cambriole dans les souks ethniques, fricote avec le groove et le disco, laisse filer les improvisations buissonnières, taille à la serpe, débranche l'électricité, lâche les chiens punk rock, éteint la lumière, décale les tempos, ose l'impressionnisme, cueille les dissonances. »
La mutation opérée se poursuit sur le dernier album studio du groupe, Des visages des figures, de l'aveu même de Bertrand Cantat : « Nous avons pris une direction que nous n'avions jamais eu le courage de suivre, que nous n'aurions jusqu'ici jamais assumée. La façon dont nous avons traité ces chansons est en rupture avec nos précédents albums » Si l'inspiration rock électrique demeure sur des titres comme Son style 1 ou Lost, le rythme de l'album est résolument plus lent et l'orchestration dépouillée, offrant un décor intimiste. Le jeu des musiciens se veut en rupture avec la tradition rock en laissant notamment une grande place aux silences. Rédacteur en chef des Inrocks, Jean-Daniel Beauvallet résume ainsi la nouvelle orientation du groupe : « Au lieu de faire parler la seule poudre, la musique de Noir Désir laisse aujourd'hui largement s'exprimer la poudre d'escampette, capable de se nicher dans les silences, dans des faux calmes bien plus inquiétants que beaucoup de tempêtes pyrotechniques. » Comme lors du précédent album, Noir Désir convoque d'autres instruments dans sa musique, comme l'orgue sur Des armes ou l'orchestre à cordes mené par Romain Humeau sur Des visages des figures.
Les reprises témoignent également des influences de Noir Désir. Le groupe emprunte ainsi plusieurs titres qu'il joue sur scène lors de ses tournées, comme I Want You et Helter Skelter des Beatles, My Wild Love des Doors, 21st Century Schizoid Man de King Crimson, Working Class Hero de John Lennon ou encore Ces gens-là de Jacques Brel. Certaines reprises figurent directement sur les albums studios de Noir Désir, à l'image du titre The Cameleon, reprise de The Saints présente sur Du ciment sous les plaines, ou de Johnny Colère des Nus sur Tostaky.

### Thèmes et compositions
Les influences littéraires sont manifestes dans l'écriture de Bertrand Cantat comme le souligne le chanteur lui-même, dans le premier entretien du groupe au magazine Les Inrockuptibles en 1987 : « On se sent assez proches d'écrivains comme Faulkner, Selby ou Tennessee Williams. Dans leurs livres, dans nos morceaux aussi, les gens sont damnés dès l'origine. ». Le journaliste Marc Besse abonde dans ce sens en expliquant que l'amour de Bertrand Cantat pour les livres et la poésie constitue sa principale source d'inspiration : « Chez lui, la littérature et le rock n'ont jamais été que les seules échappatoires possibles. Depuis qu'il a douze ou treize ans, il rêve de les réunir dans une langue française, de conjuguer Rimbaud avec les Doors et Mallarmé avec les Clash. »
Tout au long de ses six albums, le groupe multiplie les références poétiques. Premier succès populaire du groupe, en 1989, Aux sombres héros de l'amer reprend la mélancolie des Poèmes saturniens de Paul Verlaine. De la même manière, le poème El Desdichado de Gérard de Nerval est cité dans La Rage et des références aux poèmes de Jacques Prévert sont utilisées dans Où veux-tu qu'je r'garde ? et Si rien ne bouge, tandis que les poètes Vladimir Maïakovski et Lautréamont sont directement nommés dans À l'arrière des taxis et Les Écorchés. Dans son dernier album studio, Des visages des figures, Noir Désir reprend intégralement un texte de Léo Ferré qu'il met en musique, Des armes.
De la même manière, Bertrand Cantat puise régulièrement dans des œuvres littéraires pour composer ses textes. Ainsi la chanson Lolita nie en bloc est directement inspirée du personnage principal du roman Lolita, de Vladimir Nabokov, tandis qu'Alice est une référence directe à l'héroïne du roman de Lewis Carroll, Les Aventures d'Alice au pays des merveilles. Les chansons Fin de siècle et L'homme pressé, présentes sur 666.667 Club, reprennent le titre de deux romans de Paul Morand, alors que le texte de Bouquet de nerfs, sur l'album Des visages des figures contient des références au marquis de Sade et à Hamlet de William Shakespeare,.
Parmi les thèmes récurrents de ses chansons, Bertrand Cantat évoque souvent les femmes. Au moins une chanson leur est dédiée sur chaque album, à l'exception du troisième : Lola sur Où veux-tu qu'je r'garde ?, Sweet Mary sur Veuillez rendre l'âme (à qui elle appartient), Alice, Marlène et Lolita nie en bloc sur Tostaky, Ernestine sur 666.667 Club et enfin le personnage de Laura dans L'appartement sur Des visages des figures. Directement inspiré de groupes anglais ou américains pour sa musique, Noir Désir inclut des chansons en anglais, « la langue du rock », dans la plupart de ses albums, à l'image de What I Need, The Wound, The Holy Economic War, Here It Comes Slowly, Sober Song ou encore Prayer for a wanker.

### Opinions politiques et engagement citoyen
Noir Désir est aussi un groupe militant contre la mondialisation capitaliste (The Holy Economic War, L'Homme pressé, L'Europe, À l'envers, à l'endroit) et contre le fascisme (Here It Comes Slowly, Un jour en France).
Lors de la cérémonie des Victoires de la musique 2002, le groupe, par la voix de Bertrand Cantat, s'illustre en fustigeant Jean-Marie Messier, alors président de Vivendi Universal, distributeur et producteur de Noir Désir. « Nous ne sommes pas dupes de ton manège, et si nous sommes tous embarqués sur la même planète, on n'est décidément pas du même monde » a-t-il déclaré, aux côtés de Jean-Luc Delarue, présentateur soudainement désorienté. Le groupe a également participé à plusieurs concerts caritatifs et aux événements d'avril 2002 à la suite de la qualification par voie démocratique de Jean-Marie Le Pen au second tour de l'élection présidentielle, aux côtés d'artistes divers tels que Jamel Debbouze, Gérard Depardieu ou encore Zazie.
Le groupe a également refusé d'aller chanter en Israël pour protester contre la colonisation des territoires palestiniens occupés.

## Héritage et distinctions
« Il y aura les années Noir Désir, comme il y a eu les années Téléphone »

— Patrick Eudeline, Le Parisien
Considéré comme l'un des meilleurs groupes de rock français de l'histoire, Noir Désir contribue à son émergence dans les années 1990. Dans ses compositions, le groupe montre qu'il est possible de « cumuler l'ambition poétique de la chanson française et la fureur électrique née d'une culture rock anglo-saxonne », inspirant ainsi plusieurs groupes de sa génération, comme le confie le chanteur et guitariste de Louise Attaque, Gaëtan Roussel : « Si, à cause de notre instrumentation acoustique, les gens avaient parfois tendance à nous classer dans la chanson néoréaliste ou dans le rock festif, nous préférions qu'on nous compare à Noir Désir qu'aux Têtes raides. Même avec une guitare sèche, il s'agissait d'avoir un gros son, inspiré de ce folk-blues punk américain qui avait aussi marqué Noir Désir. » Mathias Malzieu, chanteur de Dionysos souligne le rôle déterminant tenu par le groupe dans le renouveau du rock sur la scène musicale française : « Leur façon d'assumer leur passion rock et leurs racines françaises a décomplexé le rock d'ici, comme l'a fait, au même moment, le mouvement alternatif avec des groupes comme Mano Negra. ».

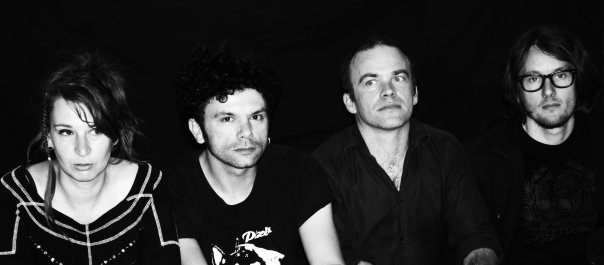
Le groupe Eiffel, « héritier » de Noir Désir.

Le groupe Eiffel est souvent présenté comme influencé par Noir Désir, son chanteur et guitariste Romain Humeau ayant notamment collaboré à l'écriture d'une chanson de l'album Des visages des figures et à l'enregistrement des deux derniers singles du groupe. Dans son sillage, plusieurs groupes de rock du début des années 2000 et 2010 ont été rapprochés de Noir Désir, ou en ont directement revendiqué l'influence, comme Luke, Deportivo,, Radiosofa, Feu! Chatterton ou encore Radio Elvis, dont le chanteur Pierre Guénard affirme : « Je suis venu à la lecture par Jim Morrison et Bertrand Cantat, comme tous les ados qui cherchent des réponses. »
Plusieurs albums du groupe figurent parmi les 100 disques essentiels du rock français selon l'édition française du magazine Rolling Stone : Tostaky est à la deuxième place de ce classement, Veuillez rendre l'âme (à qui elle appartient) se classe au dixième rang, 666.667 Club au douzième, Du ciment sous les plaines au vingt-et-unième et enfin Des visages des figures à la soixantième place. Tostaky figure également dans la liste des 100 meilleurs albums français éditée en 2017 par Les Inrockuptibles, à la huitième place. Par ailleurs, Noir Désir a reçu cinq Victoires de la musique au cours de sa carrière : groupe et chanson de l'année en 1998, album rock et vidéo-clip de l'année en 2002 et DVD musical de l'année en 2006. À ces distinctions s'ajoute celle du « Bus d'acier », reçu en 1989 après la sortie de Veuillez rendre l'âme (à qui elle appartient).
Cependant, leur héritage est aujourd'hui sujet à débat, en raison des actions de leur chanteur. Elle est remise en question depuis 2017 par le mouvement #MeToo, puis le documentaire De rockstar à tueur : le cas Cantat sur Netflix en 2025 qui mettent en lumière les actes de Cantat. En raison de cela, la diffusion de la musique de Noir Désir, autrefois omniprésente, a été considérablement réduite,, et leur héritage, autrefois célébré, est désormais entaché de polémique et de malaise.

## Membres

### Derniers membres
- Bertrand Cantat - chant, guitare, harmonica (1980-1983, 1984-2003 et 2008-2010[note 1])
- Serge Teyssot-Gay - guitare (1980-1982, puis 1985-2010)
- Jean-Paul Roy - basse (1996-2010)
- Denis Barthe - batterie (1980-2010)

### Anciens membres
- Vincent Leriche - basse (1981–1982)
- Frédéric Vidalenc - basse (1982–1995)
- Luc Robène - guitare (1982–1985)
- Emmanuel Ory-Weil - chant (1983)

1. ↑  Son absence du groupe entre 2003 et 2008 est dû à son incarcération (bien qu'il n'ait pas quitté le groupe officiellement).

### Chronologie

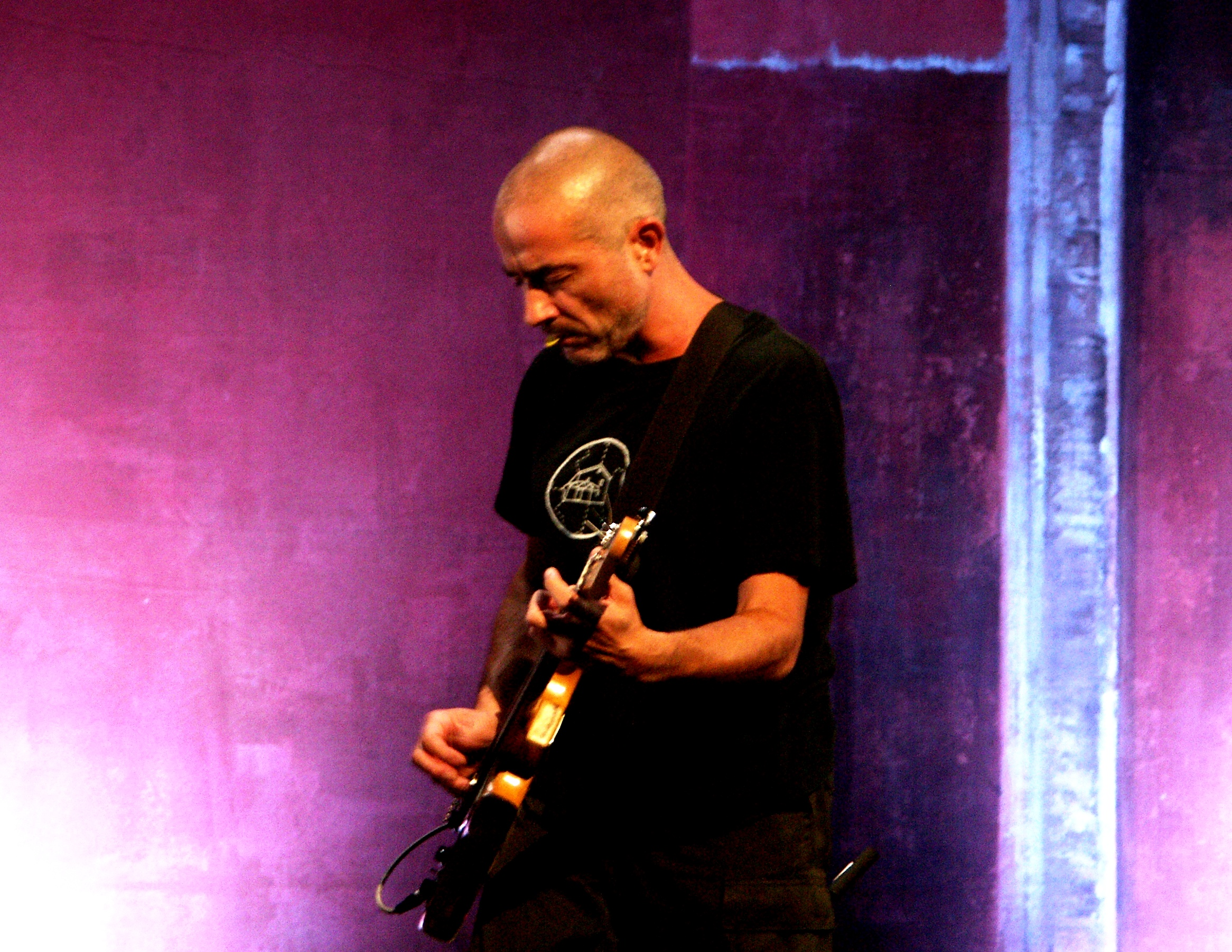
Serge Teyssot-Gay
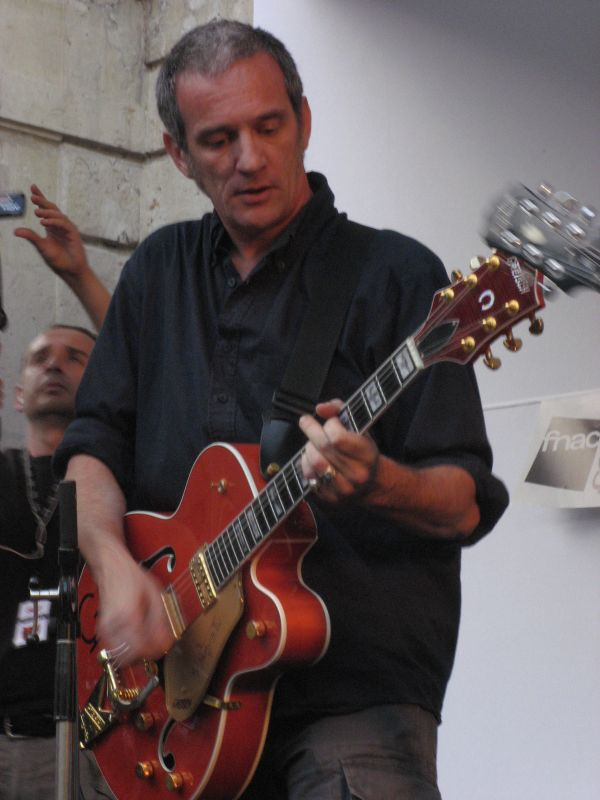
Jean-Paul Roy
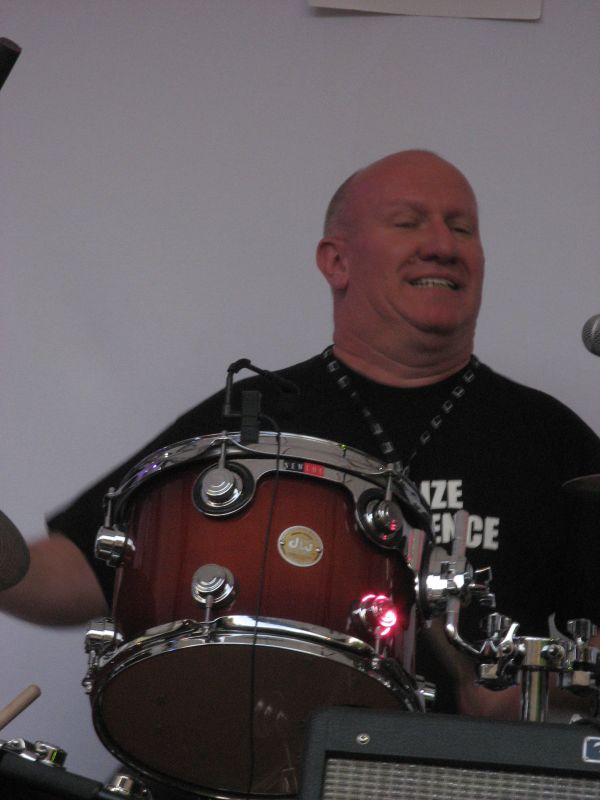
Denis Barthe

## Discographie

### Albums studio
| Année | Album                                         | Classement des ventes | Classement des ventes  | Classement des ventes | Classement des ventes |
| Année | Album                                         | Drapeau de la France  | Drapeau de la Belgique | Drapeau de la Suisse  | Drapeau de l'Italie   |
| ----- | --------------------------------------------- | --------------------- | ---------------------- | --------------------- | --------------------- |
| 1987  | Où veux-tu qu'je r'garde ?                    | -                     | -                      | -                     | -                     |
| 1989  | Veuillez rendre l'âme (à qui elle appartient) | 20                    | 33                     | -                     | -                     |
| 1991  | Du ciment sous les plaines                    | 35                    | -                      | -                     | -                     |
| 1992  | Tostaky                                       | 11                    | 9                      | 23                    | -                     |
| 1996  | 666.667 Club                                  | 1                     | 9                      | 12                    | 6                     |
| 2001  | Des visages des figures                       | 1                     | 1                      | 2                     | 7                     |

### Albums subséquents
| Année | Album                                                        | Classement des ventes | Classement des ventes  | Classement des ventes | Classement des ventes | Classement des ventes |
| Année | Album                                                        | Drapeau de la France  | Drapeau de la Belgique | Drapeau de la Suisse  | Drapeau de l'Italie   | Europe                |
| ----- | ------------------------------------------------------------ | --------------------- | ---------------------- | --------------------- | --------------------- | --------------------- |
| 1994  | Dies irae (album en concert)                                 |                       |                        |                       |                       |                       |
| 1994  | Noir désir (compilation)                                     |                       |                        |                       |                       |                       |
| 1998  | One Trip/One Noise (compilation de remixes)                  | 25                    | -                      | -                     | 32                    | -                     |
| 2000  | En route pour la joie (compilation)                          | 73                    | -                      | -                     | -                     | -                     |
| 2004  | Nous n'avons fait que fuir (album conceptuel en concert)     | -                     | -                      | -                     | -                     | -                     |
| 2005  | Noir Désir en public (album en concert)                      | 1                     | 2                      | 4                     | 8                     | 15                    |
| 2011  | Soyons désinvoltes, n'ayons l'air de rien (compilation)      | 3                     | 16                     | 75                    | -                     | -                     |
| 2012  | Tostaky - 20 ans (complilation et raretés de Tostaky)        |                       |                        |                       |                       |                       |
| 2020  | Débranché (album en concert acoustique)                      |                       |                        |                       |                       |                       |
| 2020  | L'intégrale (l'intégralité de la discographie de Noir désir) |                       |                        |                       |                       |                       |
| 2021  | Élysée-Montmartre (album en concert)                         |                       |                        |                       |                       |                       |
| 2022  | Comme elle vient (album en concert)                          |                       |                        |                       |                       |                       |

### Singles
| Année | Chanson | Classement des ventes | Classement des ventes  | Classement des ventes | Classement des ventes | Classement des ventes      |
| Année | Chanson | Drapeau de la France  | Drapeau de la Belgique | Drapeau de l'Italie   | Drapeau des Pays-Bas  |                            |
| ----- | --- | --------------------- | ---------------------- | --------------------- | --------------------- | -------------------------- |
| 1986  | Où veux-tu qu'je r'garde ? - 1. Où veux-tu qu'je r'garde ? - 2. Lola                                                                         | -                     | -                      | -                     | -                     | Où veux-tu qu'je r'garde ? |
| 1987  | Toujours être ailleurs - 1. Toujours être ailleurs - 2. Danse sur le feu Maria                                                               | -                     | -                      | -                     | -                     | Où veux-tu qu'je r'garde ? |
| 1989  | Aux sombres héros de l'amer - 1. Aux sombres héros de l'amer - 2. The Wound                                                                  | 31                    | -                      | -                     | -                     | Veuillez rendre l'âme      |
| 1989  | Always Lost In The Sea (Aux sombres héros de l'amer) - 1. Aux sombres héros de l'amer - 2. Lola - 3. The Wound - 4. Où veux-tu qu'je r'garde |                       |                        |                       |                       | Veuillez rendre l'âme      |
| 1989  | Les Écorchés - 1. Les écorchés - 2. What I Need                                                                                              |                       |                        |                       |                       | Veuillez rendre l'âme      |
| 1989  | Joey I | -                     | -                      | -                     | -                     | Veuillez rendre l'âme      |
| 1991  | Charlie - 1. Charlie - 2. Le zen émoi |                       |                        |                       |                       | Du ciment sous les plaines |
| 1991  | En route pour la joie - 1. En route pour la joie - 2. The Holy Economic War                                                                  | -                     | -                      | -                     | -                     | Du ciment sous les plaines |
| 1992  | 2 titres - 1. Drunken Sailors - 2. I Want You (She's So Heavy)                                                                               |                       |                        |                       |                       | Hors Albums                |
| 1992  | Tostaky (le continent) - 1. Tostaky (le continent) - 2. I Want You (She's So Heavy) - 3. Lullaby - 4. Le fleuve (live)                       | 21                    | -                      | -                     | -                     | Tostaky                    |
| 1993  | Lolita nie en bloc - 1. Lolita nie en bloc - 2. Long Time Man - 3. Dirty - 4. Where Do You Want Me To Look ?                                 | 38                    | -                      | -                     | -                     | Tostaky                    |
| 1993  | Ici Paris - 1. Ici Paris - 2. Pyromane (live)                                                                                                | 34                    | -                      | -                     | -                     | Tostaky                    |
| 1994  | Marlène - 1. Marlène - 2. Les écorchés | -                     | -                      | -                     | -                     | Dies irae                  |
| 1996  | Un jour en France | 14                    | -                      | -                     | -                     | 666.667 Club               |
| 1997  | À ton étoile - 1. À ton étoile - 2. Septembre en attendant (live) - 3. Hasta Tu Estrella                                                     | 27                    | -                      | -                     | -                     | 666.667 Club               |
| 1997  | L'Homme pressé - 1. Back To You - 2. Là-bas - 3. Twilight Zone - 4. L'homme pressé                                                           |                       |                        |                       |                       | 666.667 Club               |
| 1997  | Comme elle vient | 15                    | -                      | -                     | -                     | 666.667 Club               |
| 1998  | Remixé Et Adapté Par Andrej/Pills/Sloy/Tilos Clan - 1. Fin de siècle - 2. Tostaky - 3. Les écorchés - 4. 666.667 Club                        | -                     | -                      | -                     | -                     | One Trip/One Noise         |
| 1998  | Oublié |                       |                        |                       |                       | One Trip/One Noise         |
| 1998  | Ces gens-là |                       |                        |                       |                       | Hors Albums                |
| 2001  | Bis Baby Boum Boum |                       |                        |                       |                       | Hors Albums                |
| 2001  | Le vent nous portera - 1. Le vent nous portera - 2. Des visages des figures - 3. Moriyn Moriyn                                               | 3                     | 7                      | 1                     | 39                    | Des visages des figures    |
| 2002  | Lost - 1. Lost - 2. Baiser cannibale - 3. Son style 3                                                                                        | 50                    | -                      | -                     | -                     | Des visages des figures    |
| 2002  | À l'envers à l'endroit | -                     | -                      | -                     | -                     | Des visages des figures    |
| 2005  | En public - 1. Comme elle vient - 2. Le vent nous portera - 3. À l'envers à l'endroit - 4. L'homme pressé                                    |                       |                        |                       |                       | Noir désir en public       |
| 2008  | Gagnants / Perdants (Bonne nuit les petits) - 1. Gagnants / Perdants (Bonne nuit les petits) - 2. Le temps des cerises                       | -                     | -                      | -                     | -                     | Hors Albums                |
| 2020  | Imbécile - 1. Imbécile - 2. Volontaire - 3. Aucun express                                                                                    |                       |                        |                       |                       | Hors Albums                |
| 2020  | À l'envers à l'endroit |                       |                        |                       |                       | Débranché                  |
| 2021  | En route pour la joie |                       |                        |                       |                       | Élysée Montmartre 91       |
| 2022  | Le vent nous portera |                       |                        |                       |                       | Comme elle vient           |
| 2022  | Comme elle vient |                       |                        |                       |                       | Comme elle vient           |
| 2022  | Tostaky |                       |                        |                       |                       | Comme elle vient           |

### Reprises et collaborations

#### Noir Désir
| Année | Chanson                                 | Album                           | Auteur                              |
| ----- | --------------------------------------- | ------------------------------- | ----------------------------------- |
| 1987  | Sick of You                             | version live                    | The Stooges                         |
| 1988  | Working Class Hero                      | version live                    | John Lennon                         |
| 1989  | What Shall We Do with a Drunken Sailor? | En route pour la joie           | Traditionnel                        |
| 1989  | Helter Skelter                          | En route pour la joie           | The Beatles                         |
| 1991  | The Chameleon                           | Du ciment sous les plaines      | The Saints                          |
| 1991  | Gloria                                  | version live                    | Them                                |
| 1992  | Johnny Colère                           | Tostaky                         | Les Nus                             |
| 1993  | Born to Be Wild                         | version live                    | Steppenwolf                         |
| 1994  | Long Time Man                           | Dies irae                       | Tim Rose                            |
| 1994  | I Want You (She's So Heavy)             | Dies irae                       | The Beatles                         |
| 1996  | Là-Bas                                  | B.O. Bernie                     | Noir Désir                          |
| 1998  | Ces gens-là                             | Aux suivants                    | Jacques Brel                        |
| 1999  | Les P'tits Papiers                      | Liberté de circulation          | Serge Gainsbourg                    |
| 1999  | Working Class Hero                      | Liberté de circulation          | John Lennon                         |
| 2000  | L'Iditenté                              | Gratte poil                     | Les Têtes Raides                    |
| 2000  | Volontaire                              | Climax et En route pour la joie | Alain Bashung                       |
| 2001  | Des armes                               | Des visages des figures         | Léo Ferré (texte)                   |
| 2001  | Le vent nous portera                    | Des visages des figures         | Noir Désir/Manu Chao                |
| 2001  | L'Europe                                | Des visages des figures         | Noir Désir/Brigitte Fontaine        |
| 2001  | Le Roi                                  | Les Oiseaux de passage          | Georges Brassens                    |
| 2001  | Bis Baby Boom Boom                      | Kékéland                        | Brigitte Fontaine                   |
| 2002  | My Wild Love                            | version live                    | The Doors                           |
| 2005  | 21st Century Schizoid Man               | Noir Désir en public            | King Crimson                        |
| 2008  | Le Temps des cerises                    | Aucun (téléchargement direct)   | Jean-Baptiste Clément               |
| 2008  | Gagnants perdants                       | Aucun (téléchargement direct)   | Noir Désir/Estelle et Romain Humeau |
| 2011  | Aucun express                           | Tels Alain Bashung              | Alain Bashung                       |

#### Bertrand Cantat
Bertrand Cantat apparaît en 1993, sur l'album Hunger of a Thin Man de Théo Hakola et a également participé en 1995 à l'album No Reprise du groupe californien A Subtle Plague. En 1997, il chante avec 16 Horsepower Fire Spirit du Gun Club et The Partisan de Leonard Cohen. En 1998, il participe au disque de Giorgio Canali sur le titre 1000 Viêt Nam. À cette période, il intègre la formation Akosh.S.Unit du saxophoniste free jazz Akosh. S. Il participe aux albums Imafa et Elétter. Le saxophoniste est lui invité sur l'album 666.667 Club de Noir Désir. Il chante également A ton étoile de Noir Désir sur la Black Session de Yann Tiersen (1999, celui-ci l'avait remixé au sein du projet One Trip/One Noise en 1998), Douze rêves (Daouzek huñvre) avec le chanteur breton Denez Prigent sur son album Irvi. En 2002, il fait un duo avec le chanteur Frandol sur la chanson Partis d'une case.
En 2009, il apparaît sur le morceau À tout moment la rue du groupe Eiffel sur l'album À tout moment et donne sa voix au spectacle Ciels de Wajdi Mouawad. En 2011, il continue au Théâtre avec Wajdi Mouawad sur une trilogie de Sophocle intitulée Des femmes. À cette occasion, il signe sous son nom le premier album depuis la fin de Noir Désir : Chœurs. La même année, il collabore avec Souleymane Diamanka sur Danser sous la tempête, avec Brigitte Fontaine sur Les Vergers, avec L'Enfance rouge sur Vengadores et avec Shaka Ponk sur Palabra mi amor.
En 2012, il apparaît sur six morceaux du disque Folila de Amadou et Mariam et chante F.O.C avec Guaka sur leur album Le Jardin des malices et avec Eiffel la chanson Lust for Power sur leur album Foule monstre. Il participe également au deuxième volume du Jeffrey Lee Sessions Project avec la reprise Rose's Blues. En 2013, il fonde le groupe Détroit avec Pascal Humbert. Ils sortent ensemble l'album Horizons la même année. En 2014, le groupe sort un double CD intitulé La Cigale en référence à l'endroit où le concert est enregistré. Il fait aussi participer la formation sur le volume 3 du Jeffrey Lee Sessions Project pour interpréter Constant Limbo aux côtés de Mark Lanegan et Desire My Blue River.
En 2015, il apparaît sur l'album des Hurlements de Léo réalisé en hommage à Mano Solo sur le titre Allez viens et sur l'album Doi de Maddi Oihenart sur les titres Agian et Ez dut ikusi. En 2016, il participe à la bande originale du film Les Premiers, les Derniers de Bouli Lanners réalisé par Pascal Humbert. Un an plus tard sort son premier album solo : Amor Fati.

#### Serge Teyssot-Gay
Pendant la période d'activité de Noir Désir, Serge Teyssot-Gay a publié en solo Silence Radio (1996) et On croit qu'on en est sorti (2000), ce dernier album constituant une mise en musique de textes extraits du roman La Peau et les Os, de Georges Hyvernaud. Il est aussi à l'origine du duo Interzone, qui enregistre trois albums : Interzone (2005), Deuxième jour (2007) et Waiting for spring (2013). Il fonde également le groupe à géomètrie variable Zone libre qui compte quatre albums à son actif avec Faites vibrer la Chair (2007) ; L'Angle mort (2009) avec Hamé et Casey, Les Contes du Chaos (2011) avec Casey et B. James et Zone Libre PolyUrbaine (2015) avec Mike Ladd et Marc Nammour. En 2012, il forme un duo avec Joëlle Léandre et publie l'album Trans (2012), puis Trans 2 (2015). En 2017, il forme Kintsugi avec Kakushin Nishihara et Gaspar Claus. Le projet abouti sur l'album Yoshitsune. Avec l'intervention de Akosh S. et Médéric Collignon, Zone Libre se transforme en Kit de Survie et sort en 2017 l'album Polyurbaine revisité qui se nomme En milieu hostile.
Il a aussi joué sur Hunger of a Thin Man de Théo Hakola (1993), Blues Stories de Little Bob (1997), 1000 Vietnâm de Giorgio Canali (1998), Faux-Ami  de Marc Sens (2000), Who Defecates in Your Head Bob? de Quincannon (2001), Paris nous nourrit, Paris nous affame de La Rumeur (2004), Je suis une bande ethnique à moi tout seul et Je cherche de La Rumeur (2007), Le Syndrome du polo vert (et marron rayé) de Spoke Orkestra (2007), J'ai rien compris mais je suis d'accord de Nonstop (2009) et sur Conversation #1 de Franco Mannara (2011).
Serge Teyssot-Gay est présent sur de nombreux projets de livres-CD notamment avec Lydie Salvayre pour Contre (2002) et Dis pas ça (2006), avec Krzysztof Styczynski pour Des millions de morts se battent entre eux (2008), avec Denis Lavant pour Attila Jozsef, à cœur pur (2008) ou encore avec Michel Bulteau, Krzysztof Styczynski et Saul Williams pour Ripostes (2016). Avec Zone Libre et Marc Nammour, il reprend les textes d'Aimé Césaire et sort en Debout dans les cordages (2017).

#### Denis Barthe et Jean-Paul Roy
En 2006, Denis Barthe et Jean-Paul Roy enregistrent avec Olivia Ruiz une reprise de Putain de toi de Georges Brassens, présente sur la compilation du même nom. Ils participent à la bande originale du film Enfermés dehors de Albert Dupontel. À la suite de ce projet, ils fondent ensemble le groupe de punk rock The Hyènes et enregistrent The Hyènes (2009) et Peace and Loud (2012). En 2016, Denis Barthe réalise l'album Black Market Flowers des Mountain Men. Pour passer ce duo blues rock en quatuor, il en devient le batteur et Olivier Mathios (The Hyènes) passe à la basse. Pour compléter la formation, Estelle Humeau (Eiffel), Hervé Toukour (The Very Big Small Orchestra), et enfin Jean-Paul Roy participent également à l'album.

#### Frédéric Vidalenc
Frédéric Vidalenc a enregistré deux albums solo : La Latitude des Chevaux (2002) et Quelque chose dans l'ordre (2006).

### Reprises des chansons
Il existe quelques reprises hommages à Noir Désir dont Où veux-tu qu'je r'garde ? par Théo Hakola sous le titre Where Do You Want Me to Look ?. Sinsemilia a repris Marlène sur son album Debout, les yeux ouverts en 2004. Doc Gynéco a sorti en 2006 une version rap de L'Homme pressé, tandis que Métal Urbain en proposait une version punk (en bonus sur l'édition limitée de l'album J'irai chier dans ton vomi). Eiffel a réalisé une version de Les Écorchés dans son album Les Yeux fermés. Sophie Hunger reprend Le vent nous portera sur son deuxième album 1983 publié en 2010.
Collaboration avec le compositeur français Yann Tiersen qui reprend le titre À ton étoile sur l'album One Trip/One Noise.

## Vidéographie
- 1994 : Noir Désir de Henri-Jean Debon (VHS)
- 1998 : On est au monde de Henri-Jean Debon (VHS)
- 2004 : Mada avec Paul Bloas
- 2005 : Noir Désir en images (DVD)
- 2006 : Noir Désir (réédition DVD - l'édition collector comporte également On est au monde)
- 2014 : Notre-Dame qui êtes aux cieux, un film expérimental de David Blanc, dans lequel Denis Barthe revient sur la création du groupe.